# Objetivo de Desenvolvimento Sustentável 4
O Objetivo de Desenvolvimento Sustentável 4 (ODS 4) trata de educação de qualidade e está entre os 17 Objetivos de Desenvolvimento Sustentável estabelecidos pela Organização das Nações Unidas em setembro de 2015. O título completo do ODS 4  é “Garantir uma educação inclusiva e equitativa de qualidade e promover oportunidades de aprendizagem ao longo da vida para todos”.
O ODS 4 possui dez metas que são medidas por 11 indicadores. As sete metas de resultados são: ensino primário e secundário gratuito; igualdade de acesso à educação pré-escolar de qualidade; ensino técnico, profissional e superior acessível; aumento do número de pessoas com competências relevantes para o sucesso financeiro; eliminação de toda discriminação na educação ; alfabetização e numeramento universais; e educação para o desenvolvimento sustentável e a cidadania global. As três metas de implementação são: construir e melhorar escolas inclusivas e seguras; expandir as bolsas de estudo do ensino superior para os países em desenvolvimento; e aumentar a oferta de professores qualificados nos países em desenvolvimento.
O ODS 4 busca garantir que crianças e jovens tenham acesso fácil e de qualidade à educação, além de outras oportunidades de aprendizado ao longo da vida. Uma de suas metas é alcançar a alfabetização e a proficiência em matemática para todos. Para isso, é essencial construir novas instalações educacionais e modernizar as existentes, de modo a proporcionar ambientes de aprendizado seguros, inclusivos e eficazes para todos.

## Fundo

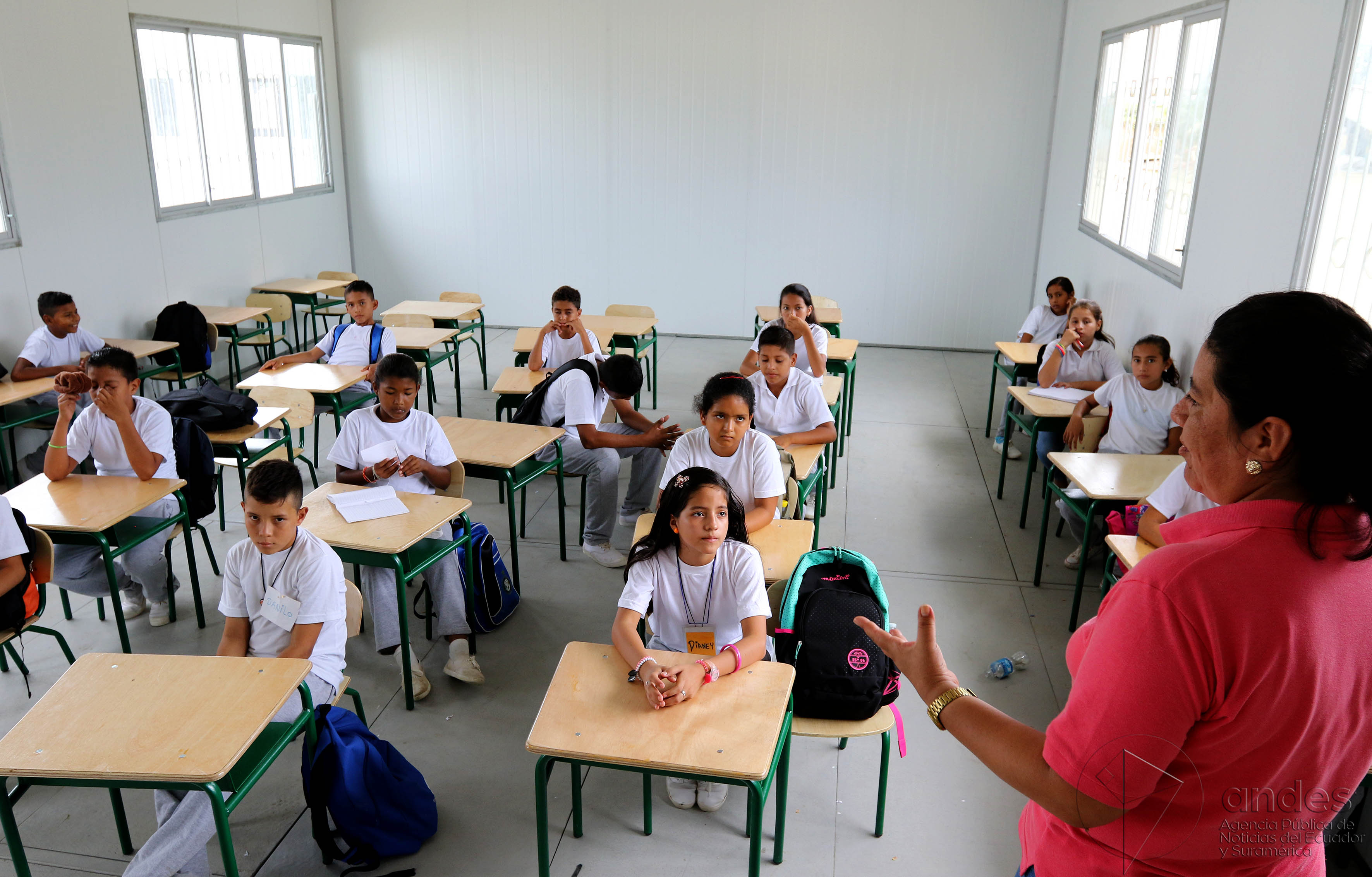
Alunos afetados pelo terremoto em nova turma temporária no Equador

O slogan "Educação para Todos" tem sido amplamente utilizado e tem recebido destaque em diversos programas de desenvolvimento internacional desde 1990.Foi considerado crítico no início dos Objetivos de Desenvolvimento Sustentável (ODS) e rotulado como ODS 4. A educação é vista como uma força para o desenvolvimento sustentável, a construção da nação e a paz. As crianças e os jovens que adquirem certas competências, como ler, escrever ou contar, têm maior probabilidade de ter um futuro melhor do que os seus pares que não possuem essas competências.
O papel da educação na promoção do desenvolvimento sustentável não se limita apenas às regiões em desenvolvimento; ele é crucial para o mundo inteiro. O principal objetivo do ODS 4 é proporcionar uma educação inclusiva e de alta qualidade que melhore o padrão de vida do aluno e o futuro da comunidade.

## Metas, indicadores e progresso
Desde 2015, têm sido feitas contribuições significativas para implementar a política da Cooperação para o Desenvolvimento com o objetivo de avançar de forma concreta no cumprimento do ODS 4.

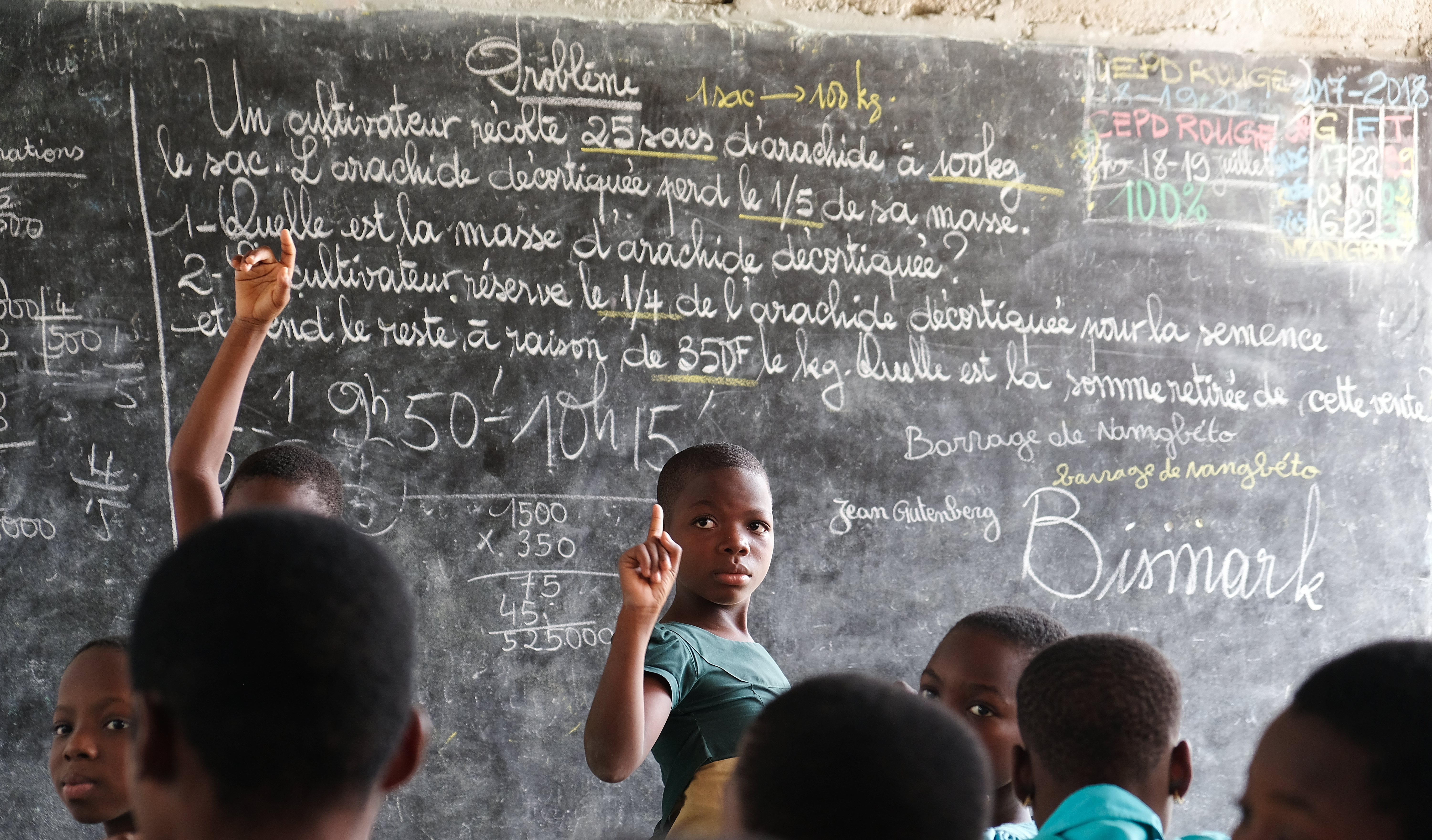
Crianças em idade escolar durante uma palestra no Togo

O ODS 4 consiste em 7 metas, 3 meios de aplicação efetiva e 12 indicadores. Oito das metas  devem ser alcançadas até 2030, enquanto uma meta tinha a meta anual de ser alcançada até 2020 e as demais não têm metas anuais específicas. Cada uma das metas é acompanhada por um ou mais indicadores designados para medir o progresso alcançado.
As sete metas são:
1. Educação Primária e Secundária Gratuita: Garantir que todas as meninas e meninos completem a educação primária e secundária gratuita, equitativa e de qualidade, que leve a resultados de aprendizagem relevantes e eficazes.
2. Educação Infantil de Qualidade: Assegurar que todas as crianças tenham acesso a um desenvolvimento, cuidado e educação na primeira infância de qualidade, para que estejam preparadas para o ensino primário.
3. Acesso Igualitário ao Ensino Técnico, Profissional e Superior: Garantir o acesso igualitário para todos os homens e mulheres à formação técnica, profissional e superior de qualidade, incluindo universidade.
4. Competências Relevantes para o Trabalho: Aumentar o número de jovens e adultos com competências relevantes, incluindo competências técnicas e profissionais, para o emprego, trabalhos decentes e empreendedorismo.
5. Eliminação das Disparidades de Gênero: Eliminar as disparidades de gênero na educação e garantir o acesso igualitário a todos os níveis de ensino e formação profissional para as pessoas vulneráveis.
6. Alfabetização e Numeracia: Assegurar que todos os jovens e uma substancial proporção de adultos, homens e mulheres, estejam alfabetizados e tenham adquirido habilidades numéricas.
7. Educação para o Desenvolvimento Sustentável: Garantir que todos os alunos adquiram os conhecimentos e habilidades necessários para promover o desenvolvimento sustentável.

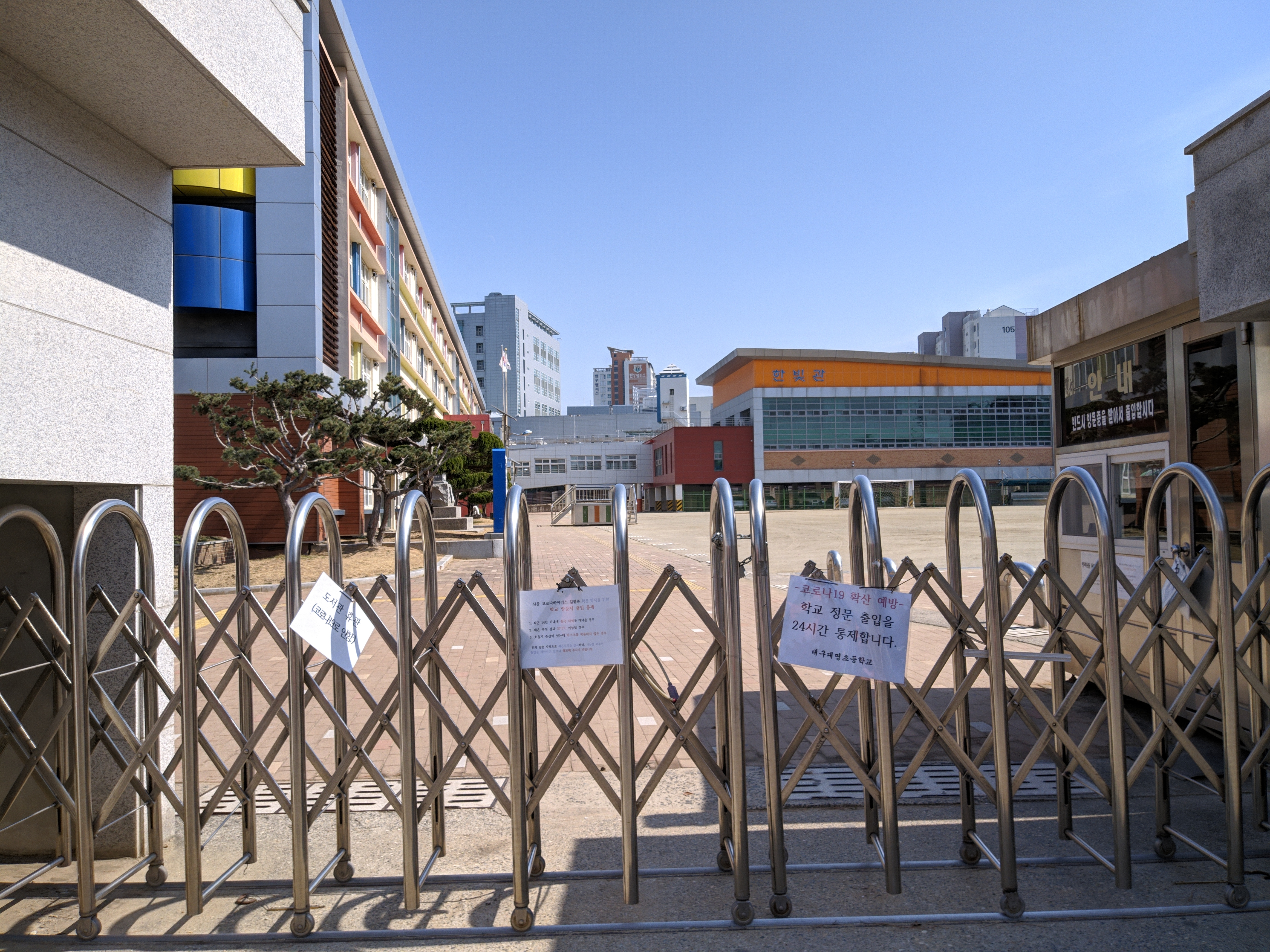
Escola primária Daegu Daemyeong fechada na Coreia do Sul durante surto de COVID-19

## Desafios

### Impacto da pandemia de COVID-19
Estima-se que pelo menos um terço das crianças ao redor do mundo não tem acesso à tecnologia necessária para participar da educação à distância durante a pandemia de COVID-19 e o subsequente fechamento generalizado das escolas. A pandemia também exacerbou as desigualdades educacionais, com uma taxa de conclusão de 79% para os agregados familiares mais abastados e de apenas 34% para os agregados familiares mais pobres.

## Monitoramento e progresso
Um relatório anual é preparado pelo Secretário-Geral das Nações Unidas avaliando o progresso em direção aos Objetivos de Desenvolvimento Sustentável .